# Citostoma
Il citostoma è un organulo, costituito da quella porzione della cellula specializzata nella fagocitosi; generalmente è in forma di solco o imbuto appoggiato a un microtubulo. Il cibo è incanalato nel citostoma per essere racchiuso nei vacuoli.  Solo alcuni gruppi di protozoi, come i ciliati e gli excavata, sono forniti di citostomi. Tra questi, ad esempio, si possono citare i ciliati Balantidium coli e Didinium, quest'ultimo un predatore in grado di inghiottire un intero paramecio attraverso il citostoma estensibile. In altri, e in cellule di organismi pluricellulari, la fagocitosi può avvenire in ogni punto della cellula o il nutrimento può avvenire per assorbimento.

## Etimologia
Il termine deriva dall'unione delle due radici greche κὑτος (kutos), utilizzata in biologia per designare tutto ciò che si riferisce alla cellula e στὁμα (stoma), la bocca.